# Marcos Gullón
Marcos Gullón Ferrera (Madrid, 20 februari 1989) is een Spaans profvoetballer die doorgaans als middenvelder speelt.

## Loopbaan
Gullón stroomde in 2007 door vanuit de jeugd van Villareal CF. Hij debuteerde daarvoor in oktober 2009 in het eerste elftal, maar brak niet door. Van begin 2012 tot medio 2013 kwam hij uit voor Racing Santander. Met die club degradeerde hij in 2012 uit de Primera División. In het seizoen 2012/13 was hij een vaste waarde voor de club in de Segunda División.
Gullón speelde van medio 2013 tot januari 2016 voor Apollon Limassol. Waar hij in zijn eerste seizoen in Cyprus nog 31 wedstrijden in actie kwam, waren dat er een jaar later negentien.
Gullón verruilde Apollon Limassol in januari 2016 voor Roda JC Kerkrade, hij een contract ondertekende tot het einde van het seizoen 2015/16. Hij tekende in juni 2016 vervolgens bij tot medio 2017.